# Stojan Aralica
Stojan Aralica, född 24 december 1883 i Škare, död 4 februari 1980 i Belgrad, var en serbisk konstnär, ursprungligen från Kroatien, främst känd som impressionist.

## Biografi

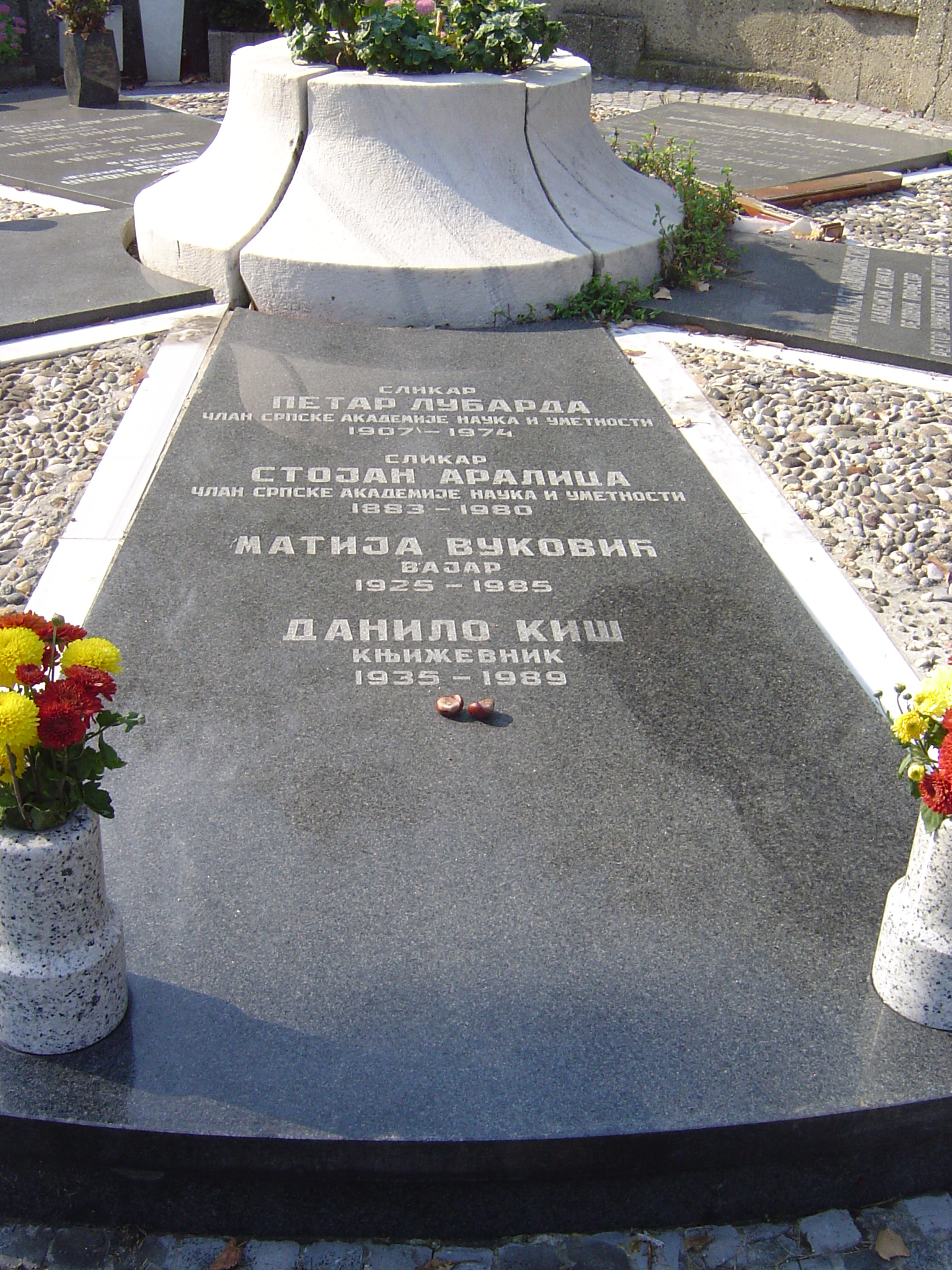
Aralicas grav på Belgrads nya kyrkogård.

Efter gymnasiet i Otočac gick han på högskolan i Osijek och det var vid den tiden han började måla. År 1909 bestämde han sig för att fokusera på sin konst och reste till München där han först studerade målning privat för Heinrich Knirr, och redan 1910 antogs han till akademin för professor Carl von Marr, och 1912 för Ludwig Herterich.
Vid första världskrigets utbrott 1914 reste han till Zagreb, där han bodde i två år. År 1916 började han på akademin i Prag för att studera grafik för professor Bremse. Han återvände till Zagreb i slutet av 1917 där han startade sin egen ateljé och organiserade sin första separatutställning 1919. År 1920 reste han till Italien och sedan till Nordafrika och Spanien. År 1922 ställde han ut tillsammans med Zlatko Šulentić i Zagreb. 1925 flyttade han till Paris där han studerade vid École nationale supérieure des Beaux-Arts och startade en ny ateljé. Han blev kvar till 1934 då han återvände till Zagreb. Under dessa år ställde han bland annat ut i Paris, Prag, Göteborg, Zagreb och Belgrad. I början av andra världskriget reste han till Belgrad och efter kriget, 1946 flyttade han till Stockholm där han stannade till 1948 då han återvände till Belgrad för gott. I Stockholm hade han bland annat en separatutställning på Galerie Moderne 1948.
Aralica hade en mängd separatutställningar runt om i Europa och donerade en del av sina verk till staden Otočac, som är utställda på Otočecmuseet sedan 1976. Han blev associerad medlem vid Serbiska vetenskaps- och konstakademi (SANU) 1965 och ordinarie medlem 1968. Han var också medlem av Jugoslaviska vetenskaps- och konstakademien (JAZU), konstnärsföreningen i Serbien och konstgrupperna Oblik ("Form"), Dvanaestorica ("De tolv") och Šestorica ("De sex").
Aralica dog i Belgrad den 4 februari 1980.

## Konstnärskap
Aralicas konstnärliga utveckling kan grovt delas upp i fyra distinkta perioder, vilka ganska väl stämmer överens med var han befann sig i världen: München, Prag, Paris, Zagreb och Belgrad. Under sin utbildning i München målade han främst porträtt och nakenstudier och var i sitt uttryck nära det akademiska måleriet. Under en kort period lät han formen dominera över färgen (1922–1925) vilket ersattes av en period av konstnärlig mognad, som inleddes i och med hans ankomst till Paris 1926. Här vände han sig från det enbart dekorativa mot ett renare visuellt uttryck. Hans tidigare betonade volymformer sönderdelades långsamt i färgade ytor. Denna betydande vändpunkt började med små nakenstudier och stilleben målade i André Lhotes ateljé, och det färgstarka uttryck som hans målningar kom att få utvecklades genom en rad landskapsmålningar skapade runt om på landsbygden i Malakoff, Cassis och särskilt i St. Tropez. Under Zagreb-perioden (1934–1941) förfinades hans teknik och han lät sig influeras av trenderna i hemlandet. Hans uttryck, som då låg nära fauvismen, är särskilt framträdande i de landskap han målade vid kusten i Dubrovnik, Orebić och Korčula. Slutligen kan Belgrad-perioden, särskilt mellan 1951 och 1959, betraktas som toppen av hans konstnärskap. Här skapade han lyriska, atmosfäriska landskap målade med breda, pastosa penseldrag. Även om Aralicas arbete alltid var påverkat av aktuella trender inom europeisk konst, var han i viss mening alltid en koloristisk målare.